# 2021年4月中国大陆

## 4月1日
- 4月1日早8时，西安市第八医院开始接诊患者，医院各科室恢复正常工作秩序。此前的3月18日，隔离区一名检验师确诊为普通型2019冠狀病毒炎病例；西安市第八医院随后发布对外停诊通告，八院及其家属院实行封闭管控，医院各类人员禁止出入[1]。
- 中共中央宣传部、国家林业和草原局、财政部、国家乡村振兴局发布了“最美生态护林员”的先进事迹。王明海、朱生玉、多贡、孙绍兵、陈刚、陈力之、麦麦提·麦提图隼、汪咏生、李玉花、吴树养、岳定国、庞金龙、陶久林、贾尼玛、高玉忠、海明贵、黄永健、蓝先华、曾玉梅、谭周林等获评“最美生态护林员”的是打赢脱贫攻坚战中涌现出的先进典型[2][3]。
- 哈尔滨工程大学“全海深无人潜水器AUV关键技术研究”项目组完成第三阶段深海海试试验，返回青岛母港。悟空号创中国AUV潜深新纪录，最大下潜深度达7709米[4]。
- 国务委员兼外长王毅在福建南平同马来西亚外长希沙慕丁举行会谈[5]。
- 中共中央总书记、国家主席习近平致电巴基斯坦总统阿尔维，就阿尔维感染2019冠狀病毒致以慰问，祝他早日康复[6]。

## 4月2日
- 中共中央总书记、国家主席、中央军委主席习近平在参加首都义务植树活动时强调，每年这个时候，我们一起参加义务植树，就是要倡导人人爱绿植绿护绿的文明风尚，让大家都树立起植树造林、绿化祖国的责任意识，形成全社会的自觉行动，共同建设人与自然和谐共生的美丽家园[7][8]。
- 国务委员兼外长王毅在福建南平同菲律宾外长洛钦举行会谈[9]。
- 中国气象局在召开的新闻发布会上，发布了《2020年全国生态气象公报》[10]。
- 台铁太鲁阁号408次列车出轨事故发生后，大陆有关方面高度关切[11][12]。国台办、海协会发表新闻稿，对在事故中不幸遇难的同胞表达深切哀悼，对遇难者家属及受伤同胞表达诚挚慰问[13]。
- 总投资约53亿元的广东珠海金湾海上风电场项目全容量并网发电，这是粤港澳大湾区建成投产的首个大容量海上风电场项目[14]。

## 4月3日
- 退役军人事务部、中央军委政治工作部、全国双拥办联合印发《关于组织开展向拉齐尼·巴依卡同志学习的通知》[15]。
- 中国驻塞尔维亚大使陈波和部分馆员前往中国驻南斯拉夫联盟大使馆旧址，凭吊在使馆被炸事件中牺牲的邵云环、许杏虎和朱颖三位烈士[16][17]。

## 4月4日
- 人力资源和社会保障部、财政部、科技部联合印发《关于事业单位科研人员职务科技成果转化现金奖励纳入绩效工资管理有关问题的通知》[18][19]。
- 沈海高速盐城段发生重大交通事故，货车与客车相撞致11人遇难。[20]
- 浙江舟山外海北纬29°57′、东经124°21′处一渔船沉没，8人遇难。[21]。

## 4月5日
- 国家主席习近平致电阮春福，祝贺他当选越南国家主席。国务院总理李克强致电祝贺范明政当选越南政府总理[22]。
- 广东省正式宣布建立以省长、制造强省建设领导小组组长为“总链长”的省领导定向联系负责20个战略性产业集群的“链长制”[23][24]。
- 财政部、国家文物局制定印发《国有文物资源资产管理暂行办法》，对文物资源资产的登录清查、保护利用、资产报告、监督检查等工作作出规范[25][26]。

## 4月6日
- 云南省德宏州瑞丽市6日晚召开新闻发布会，截至4月6日19时30分，第二轮核酸检测共完成采样23.86万人。预计4月7日完成本轮全员采样任务[27]。
- 中共中央总书记、中国国家主席习近平就印尼发生山洪和泥石流灾害向印尼总统佐科·維多多致慰问电[28][29][30]。
- 中国国务院新闻办公室在北京发布《人类减贫的中国实践》白皮书指出[31]，作为世界上最大的发展中国家，中国实现了快速发展与大规模减贫同步、经济转型与消除绝对贫困同步，如期全面完成脱贫攻坚目标任务[32][33][34]。
- 中共中央总书记习近平致信祝贺厦门大学建校100周年[35][36]。
- 塞尔维亚总统武契奇在该国东部马伊丹佩克市鲁德纳格拉瓦村卫生防疫站接种第一剂中国国药集团新冠灭活疫苗[37][38]。

## 4月7日
- 中国科学院古脊椎动物与古人类研究所副研究员毛方园、张驰与美国自然历史博物馆研究员孟津等合作，在中国东北热河生物群发现早白垩纪（约1.3亿到1.1亿年前）的两个哺乳形动物新属新种化石——中国掘兽和陈氏掘尖齿兽，是热河生物群中首次发现的前爪挖掘型穴居哺乳形动物[39]。
- 西藏自治区人民政府印发《西藏自治区招商引资优惠政策若干规定》的通知[40]，该规定旨在进一步加强西藏招商引资工作，更好地发挥招商引资对全区经济社会发展的促进作用[41]。
- 中共中央总书记、国家主席习近平应约同德国总理默克尔通电话[42]。
- 国务院总理李克强应约同蒙古国总理奥云额尔登通电话[43]。

## 4月8日
- 全国打击治理电信网络新型违法犯罪工作电视电话会议在京召开，会上传达了习近平总书记重要指示和李克强总理批示[44][45]。
- 中国-老挝铁路中国段11个车站站房主体工程已完成，开始装饰装修，预计6月底完成，年内投入使用[46]。

## 4月10日
- 冰雪冠军全国公益行武汉站暨2021武汉冰雪嘉年华启动仪式在武汉国际广场全明星滑冰场正式启动。中国冰雪运动推广大使、短道速滑世界冠军李佳军，花样滑冰世界冠军庞清、佟健，原中国女子冰球队中方主教练骆雷相聚武汉参加启动仪式[47]。
- 新疆昌吉州呼图壁县丰源煤矿爆发透水事故，有21人被困[48][49]。
- 2021年共和国部长义务植树活动在北京市大兴区礼贤镇临空区休闲公园举行。来自中共中央直属机关、中央国家机关各部门和北京市的122名部级领导干部参加[50]。
- 由国家能源局批复的国家光伏、储能实证实验平台（大庆基地）破土动工，标志着首个“国字号”新能源户外实证实验平台落户大庆，正式进入实质性建设阶段[51]。
- 中共中央总书记、国家主席习近平和夫人彭丽媛向英国女王伊丽莎白二世致唁电，对菲利普亲王逝世表示深切的哀悼，并向女王及家人致以诚挚的慰问[52]。

## 4月11日
- 中国科学院云南天文台双星与变星研究团组李临甲博士和钱声帮研究员等研究人员，发现并验证了一颗脉动周期快速减小的天琴RR型变星——大熊座AX[53]。
- 一段“领导性骚扰女下属，被女下属用拖把殴打”的视频在网络上流传。事件发生于黑龙江省绥化市，被打的北林区扶贫办副主任王某辉因“违反生活纪律问题”被撤销党内职务、行政撤职。官方通报称，打人者北林区就业服务中心扶贫窗口公益岗工作人员周某莹违反了治安管理处罚法，但是她患有精神疾病，免于处罚。[54][55]

## 4月12日
- 中国人民银行、银保监会、证监会、外汇局等金融管理部门再次联合约谈蚂蚁集团[56]。
- 中华人民共和国农业农村部接到中国动物疫病预防控制中心报告，经国家禽流感参考实验室确诊，沈阳市和平区长白街长白岛森林公园发生野禽H5N6亚型高致病性禽流感疫情[57]。
- 以“英雄的湖北：浴火重生，再创辉煌”为主题的外交部湖北全球特别推介活动在外交部蓝厅举行，中外各界人士约500人出席[58][59][60]。
- 瑞丽市疫情防控工作指挥部发布消息，瑞丽市方舱（康复）医院已完成各项准备工作，即将投入使用[61]。
- 中共中央对外联络部部长宋涛同越南共产党中央对外部部长黎怀忠举行视频通话，听取越方通报前不久召开的越共十三大有关情况[62]。

## 4月13日
- 国务院总理李克强在中南海紫光阁出席同美国工商界领袖视频对话会。美中贸易全国委员会和20余家美国知名跨国公司董事长和首席执行官参加。美国前财政部长、保尔森基金会主席亨利·保尔森主持[63]。

## 4月14日
- 下午，国家主席习近平在人民大会堂接受29国新任驻华大使递交国书，其中包括[64]：
  - 阿富汗驻华大使卡伊姆、希腊驻华大使伊利奥普洛斯、波黑驻华大使布克维奇、马达加斯加驻华大使罗班松、意大利驻华大使方澜意、东帝汶驻华大使桑托斯、密克罗尼西亚联邦驻华大使西瓦斯、苏丹驻华大使加法尔、毛里求斯驻华大使王纯万、尼泊尔驻华大使潘迪、巴基斯坦驻华大使哈克、摩尔多瓦驻华大使贝拉基什、丹麦驻华大使马磊、比利时驻华大使高洋、阿曼驻华大使纳赛尔、冈比亚驻华大使康蒂、塔吉克斯坦驻华大使萨义德佐达、英国驻华大使吴若兰、委内瑞拉驻华大使普拉森西亚、日本驻华大使垂秀夫、南非驻华大使谢胜文、斯里兰卡驻华大使科霍纳、白俄罗斯驻华大使尤里、爱尔兰驻华大使安黛文、以色列驻华大使潘绮瑞、几内亚比绍驻华大使恩巴洛、朝鲜驻华大使李龙男、伊拉克驻华大使赛义德、阿根廷驻华大使牛望道。联合国系统新任驻华协调员常启德递交委任书。
- 江苏省无锡市宜兴市徐舍镇发生客车与货车相撞，造成5人死亡。[65]

## 4月15日
- 4月15日至16日，中国气候变化事务特使解振华与美国总统气候问题特使约翰·克里在上海举行会谈，讨论气候危机所涉问题。会谈结束后，双方发表《中美应对气候危机联合声明》[66]。

## 4月16日
- 科技日报记者从中国科学院理化技术研究所获悉，国家重大科研装备研制项目“液氦到超流氦温区大型低温制冷系统研制”通过验收及成果鉴定，中国具备了研制液氦温度(-269℃)千瓦级和超流氦温度(-271℃)百瓦级大型低温制冷装备的能力[67]。

## 4月18日
- 博鳌亚洲论坛2021年年会举行了首场新闻发布会，介绍了本届会议准备情况，并在会上发布了两份旗舰报告[68]。
- 美国、英国、欧盟部分官员、议员及政客批评香港法院对黎智英、李柱铭等香港民主运动人士判刑，并公开“呼吁放人”，中国外交部驻港公署发言人表示强烈不满和坚决反对，严正指出这是对特区法治与国际法治的双重亵渎与践踏[69]。
- 为庆祝长安大学建校70周年，新时代特色高水平大学教育发展大会在长安大学举行[70]。

## 4月19日
- 中共中央总书记、国家主席习近平致电米格尔·迪亚斯-卡内尔，祝贺他当选古巴共产党中央委员会第一书记[71]。
- 为庆祝中国共产党成立100周年，由中共中央党校（国家行政学院）中共党史教研部主办的第一届中共党史高端论坛在京举行。本届论坛的主题为“学习习近平总书记关于党的历史重要论述”[72][73]。

## 4月20日
- 博鳌亚洲论坛2021年年会开幕式上午在海南博鳌举行，中共中央总书记、中国国家主席习近平以视频方式发表题为《同舟共济克时艰，命运与共创未来》的主旨演讲[74]。中国国家副主席王岐山出席开幕式，集体会见论坛理事和战略合作伙伴，并同中外企业家代表座谈[75]。
- 新赛季中超联赛正式拉开帷幕[76]。
- 中央网信办召开全国网络生态治理工作座谈会。会议要求，对网站平台主动为之、有意纵容的网络生态问题从严从重查处[77]。
- 全国人大常委会委员长栗战书在北京人民大会堂以视频方式同埃及众议长哈纳菲·阿里·贾巴利（英语：Hanafi Ali Gibali）举行会谈[78]。

## 4月21日
- 全国人大常委会副委员长曹建明在京与多米尼加副参议长索里亚、副众议长门德斯举行视频会晤[79]。

## 4月22日
- 应美国总统拜登邀请，中共中央总书记、国家主席习近平在北京以视频方式出席领导人气候峰会并发表重要讲话[80]。

## 4月25日
- 庆祝清华大学建校110周年联欢晚会在清华园紫荆操场举行[81][82]。

## 4月27日
- 9时许，巴拿马籍杂货船“义海”轮（SEA JUSTICE）与利比里亚籍锚泊油船“交响乐”轮（A SYMPHONY）在山东青岛朝连岛东南海域发生碰撞，碰撞导致油船一货舱受损，海面发现溢油[83]。
- 受印度疫情突然恶化影响，中国、阿富汗、巴基斯坦、尼泊尔、斯里兰卡、孟加拉国六国外长举行应对2019冠狀病毒病疫情视频会议，中国国务委员兼外长王毅主持[84]。会议达成五点重要共识，并形成三个具体成果，包括建立中国南亚国家应急物资储备库、成立中国南亚国家减贫与发展合作中心和举办中国南亚国家农村电商减贫合作论坛[85][86]。
- 摩尔多瓦从中国获得了150,000支国药疫苗，以及向中国订购了10万支科兴疫苗，在该日抵达摩尔多瓦首都基希讷乌[87][88][89][90]。
- 西安一男子在超市购买过期食品索要赔偿，因涉嫌敲诈勒索罪被提起公诉。[91]

## 4月28日
- 国务院总理李克强下午与德国总理默克尔在共同主持第六轮中德政府磋商期间，以视频形式同出席第十届中德经济技术合作论坛的两国经济界代表见面[92]。王毅、何立峰等参加上述活动[93]。
- 斯里兰卡总统兼国防部长戈塔巴雅、总理马欣达在科伦坡分别会见到访的中国国务委员兼国防部长魏凤和[94]。
- 广西北流市新丰镇健乐幼儿园发生一起持刀伤人事件。此次事件造成2人死亡，16人受伤[95]。
- 由商务部、工业和信息化部、市场监管总局、国家邮政局、中国消费者协会共同组织的第三届“双品网购节”28日全网同步启动，网购节至5月12日结束，持续15天[96]。
- 在联合国亚洲及太平洋经济社会委员会(简称“亚太经社会”)第77届年会期间，中国常驻亚太经社会代表处、中国国际扶贫中心以视频方式共同举办减贫主题边会[97]。
- 中国在韩侨民协会总会、汉城华侨协会、韩国中华总商会等中韩12个民间团体于首尔发表联合声明，强烈反对日本核废水排放入海[98]。
- 市场监管总局登记注册局副局长郑冠兰在市场监管总局新闻发布会上表示，中国已经建成全国统一的电子营业执照系统[99]。
- 以“碳达峰碳中和宏伟目标下的能源革命”为主题的第一届现代能源产业发展大会，28日在内蒙古自治区包头市启幕[100]。
- 在成都召开的首届“Re：Think联合国开发计划署(UNDP)可持续发展创新会议”获悉，中国首个联合国开发计划署可持续发展创新实验室当日正式落户成都高新区[101]。
- 孟加拉国政府批准该国企业生产中国国药集团研发的新冠疫苗和俄罗斯“卫星V”新冠疫苗的建议[102]。

## 4月29日
- 11时许，由中国航天科技集团有限公司一院抓总研制的长征五号B遥二运载火箭在中国文昌航天发射场点火升空[103]，将中国空间站天和核心舱成功发射升空[104]。中共中央总书记、国家主席、中央军委主席习近平代表党中央、国务院和中央军委致电祝贺任务成功[105][106]。
- 第十三届全国人民代表大会常务委员会第二十八次会议表决通过《反食品浪费法》，自公布之日起施行[107]。同日经表决，决定任命黄明为应急管理部部长[108]。

- 福建省人民政府新闻办公室在官方微博“福建发布”发布公告，福建省将于5月10日开设“便捷通道”[109]，放宽台湾人从台湾直航和金马地区进入福建的检疫规定，台湾人士可比照中国大陆低风险地区入（返）闽人员进行管理，无需隔离。片面恢复小三通。在中国大陆面对境外输入2019冠狀病毒压力、台湾爆发华航诺富特酒店群聚感染事件的背景下，中国大陆网络舆论对福建省政府进行强烈抨击。有作者指出，对台工作“不只要面对台湾的反应，更需要同时顾及大陆民众的利益与感受，避免‘仇台’的结打得越来越紧。”中華民國政府[110]、民众[109]对福建省人民政府此举同样不满。至5月8日，福建省相关机构发布公告，推迟“便捷通道”试点工作[111]。

## 4月30日
- 中共中央总书记、国家主席习近平就印度2019冠狀病毒病疫情向印度总理莫迪致慰问电[112]。
- 江苏沿江及以北地区遭受突发大风、冰雹等强对流天气袭击，造成11人死亡[113]。
- 国务委员兼外长王毅同塞浦路斯外长赫里斯托都里迪斯通电话[114]。
- 国务委员兼外长王毅向太平洋联盟成立十周年纪念仪式作视频致辞，期间王毅代表中国政府祝贺太平洋联盟成立十周年[115]。
- 外长王毅同印度外长苏杰生通电话。王毅表示中方愿根据印方需求采取以下措施：一是继续鼓励和支持中国企业加快生产并向印方提供抗疫物资。二是为印方采购抗疫物资提供通关和运输便利。三是组织两国卫生防疫专家举行视频交流，分享抗疫经验和有效做法。苏杰生代表印度政府和人民表示感谢，印方愿与中方进一步加强抗疫合作[116]。
- 中共中央决定：中共湖北省委常委、武汉市委书记王忠林任湖北省委副书记，提名省长人选；王晓东不再担任湖北省委副书记、省长，按程序办理。[117]